# Несуђена скво
Несуђена скво је 41. епизода стрип серијала Кен Паркер објављена у Лунов магнус стрипу бр. 604. Објавио ју је Дневник из Новог Сада у септембру 1984. године. Имала је 94 стране и коштала је 45 динара (0,68 DEM). Епизоду је нацртао С. Таркино, а сценарио су написали Ђанкарло Берарди и Тициано Склави. За насловну страну је узета оригинална Милацова реколоризована насловница.

## Оригинална епизода
Оригинална епизода објављена је у августу 1981. год. под насловом Alcune signore di piccola virtù (Даме малих врлина). Издавач је била италијанска кућа Cepim. Имала је 96 страна и коштала 700 лира.

## Кратак садржај
Кен се поново прикључује војсци у Албукеркију 1877. године. Од војске добија понуду да за 200 долара буде пратња војном каравану који превози групу од 11 куртизана до војне карауле у Ћуску на Колорадо платоу. На путу до карауле, караван нападају индијанци. Највећу храбрст у одбрани од индијанаца показују управо жене. Поглавица Гордито захтева једну од жена, што Кен одбија. Поглавица и Кен разрешавају сукоб у двобоју у коме Кен побеђује. Караван успешно стиже у Ћуску.

## Претходна и наредна епизода
Овој епизоди претходила је епизода Апач Чато, а након ње објављена је епизода 7 златних градова. Списак свих епизода Кен Паркер може се погледати овде.